# Jam Master Jay
Jason William Mizell (født 21. januar 1965 i Hollis, Queens, New York, død 30. oktober 2002 i Jamaica, Queens, New York), kendt som Jam-Master Jay (eller Jam Master Jay), var en af stifterne og DJ i Run-D.M.C., en hip-hopgruppe startet i Queens i New York City.
Mizell voksede op i Queens-byen Hollis. Han spillede bas og trommer i flere garage bands, før han grundlagde Run-DMC. Han spillede, udover på pladespillerne, på keyboard, bas og trommer på alle bandets plader. Mizell forblev i hans trofaste barndoms nabolag og flyttede aldrig væk derfra. Han startede Scratch DJ Academy i Manhattan for interesserede unge i DJing. I 1989 etablerede Mizell pladeselskabet Jam Master Jay Records, som havde sin første helt store succes i 1993 med bandet Onyx. Han introducerede også Chuck D til Def Jam medstifter af Rick Rubin. (Def Jam's øvrige stiftere er DJ Runs bror, Russell Simmons). 
Jam Master Jay var også ham, der opdagede 50 Cent og fungerede som hans mentor, i den første tid.
Den 30. oktober i 2002 blev Mizell, 37 år gammel, skudt til døde i et lydstudie i Queens. Den anden person i rummet, Urieco Rincon, blev skudt i anklen, og dermed overlevede skyderiet. Gerningsmanden er stadig på fri fod og intet motiv er fundet. Der er imidlertid spekulationer, om Kenneth "Supreme" McGriff, en dømt narkohandler og gammel ven af Murder Inc.-chefferne Irv Gotti og Chris Gotti, kunne være indblandet i mordet.
Mizell efterlod efter sin død, konen Terri samt tre børn. Han er begravet på Ferncliff Cemetary i Hartsdale i New York.